# 巨腳龍屬
巨腳龍屬（學名：Barapasaurus），又名巴拉帕龍或巨腿龍，是沉重龙类下的一個屬。屬名是由孟加拉語的 （baṛa，大的）、（pa，腳），以及古希臘語的 （sauros，蜥蜴）組合而成，因牠的大型腿骨。種名則是以印度詩人、哲學家羅賓德拉納特·泰戈爾為名。

## 描述
巨腳龍是已知最早的蜥腳下目恐龍之一，估計生活於早侏羅世，距今約1億9650萬到1億8300萬年前。這一點可以從牠的不獨特形態中得到引證。後期的蜥腳下目如腕龍，已發展出牠們獨有的生態位及攝食策略。例如，後期的蜥腳下目已發展出空心的脊椎，作為減輕體重的方法。而巨腳龍脊椎卻是幾乎實心的，只有少許空心的早期跡象。
巨腳龍長約18米，體重約48公噸。牠的臀部高約5.5米。

## 生活環境
如同其他蜥腳下目恐龍，巨腳龍是植食性動物。但是，到目前為止都沒有發現頭顱骨，所以不能確定牠的實際食性。目前已發現一些個別的牙齒，但都不足以作出確定。
雖然巨腳龍的化石是於印度被發現，但卻很像其他在東非發現的標本。由此估計，在早侏羅世時，這兩個土地應該是連接在一起，或是不久後分離的。

## 分類
巨腳龍目前被分類在沉重龙类下，而非鯨龍科和火山齒龍科。這個分類並不確定，因為未有足夠的骨骼研究。具有火山齒龍科特徵的狹窄薦骨以及鯨龍科特徵的背椎的神經弓高於椎孔。
目前已知的唯一種是泰氏巨腳龍（B. tagorsi）。

## 發現
巨腳龍的骨頭首先於1960年在印度被發現。但是要到1975年才作出詳細描述，並命名了模式種。自此，有五個骨骼標本在印度南部的戈達瓦里河河谷被發現，但是沒有發現任何頭顱骨或腳掌，使得巨腳龍成為了解最多的侏羅紀蜥腳下目，不過只有少數的文獻記述有關巨腳龍的資料。

## 外部連結
- 巨腿龍基本數據
- Barapasaurus （页面存档备份，存于）
- Barapasaurus （页面存档备份，存于）